# Anton Alexejewitsch Awdejew
Anton Alexejewitsch Awdejew (russisch Антон Алексеевич Авдеев; * 8. September 1986 in Woskressensk, Russische SFSR) ist ein ehemaliger russischer Degenfechter.

## Erfolge
Anton Awdejew feierte seinen größten Erfolg bei den Weltmeisterschaften 2009 in Antalya mit dem Gewinn des Titels in der Einzelkonkurrenz. Bei Europameisterschaften gewann er dreimal Bronze: 2007 wurde er in Gent Dritter im Einzel, 2011 in Sheffield und 2014 in Straßburg belegte er mit der Mannschaft den dritten Rang. Awdejew nahm an zwei Olympischen Spielen teil. 2008 schied er in Peking in der zweiten Runde des Einzels aus und schloss das Turnier auf Rang 22 ab. Bei den Olympischen Spielen 2016 in Rio de Janeiro erreichte er die dritte Runde und belegte Rang 15, während er mit der russischen Equipe im Mannschaftswettbewerb den siebten Rang erreichte. Nach den Spielen beendete er seine Karriere.
Er ist verheiratet und hat eine Tochter.